# Woolpack Corner
Woolpack Corner – wieś w Anglii, w hrabstwie Kent. Leży 21 km na południe od miasta Maidstone i 70 km na południowy wschód od centrum Londynu.